# Tigon
Tigon je kříženec tygřího samce (Panthera tigris) a lvice (Panthera leo). V přírodě se tito kříženci nevyskytují, neboť areály výskytu obou druhů se nepřekrývají. Tigoni se občas vyskytnou v zoologických zahradách, ať už jako výsledek úmyslného či neúmyslného křížení.

## Popis
Genom tigona obsahuje sekvence DNA od obou rodičů, proto tigon může vykazovat znaky obou druhů. Může mít skvrny po matce (lvi nesou gen pro skvrnitost, jejich mláďata se rodí skvrnitá) i pruhy po otci. Samčí hříva je vždy výrazně kratší a méně nápadná, než hříva lva. Tigoni nedosahují velikosti svých rodičů, neboť dědí po matce geny, které působí jako růstové inhibitory. Nevykazují však znaky trpasličího vzrůstu (nanismu). Často váží až kolem 180 kg.
Podobně jako u ligerů, samci jsou sterilní, zatímco samice nikoliv. V zoo v Kalkatě došlo v 70. letech 20. století k úspěšnému zkřížení samce indického lva (Panthera leo persica) se samicí tigona. Postupně se zde narodilo celkem sedm koťat, z nichž některá dorostla impozantní velikosti. Například litigon (jak se tento kříženec odborně nazývá) jménem Cubanacan vážil 363 kg, měřil 1,32 metru v kohoutku a celková délka těla činila 3,5 metru. Existují i zprávy o úspěšném zkřížení samice tigona s tygrem, takový kříženec se nazývá titigon.

## Současnost
Dvojice tigonů žije v Národní ZOO v Canbeře v Austrálii. Sourozenci, samec Aster a samice Tangier, se narodili neúmyslným zkřížením v cirkuse. Ve věku pěti let (v roce 2000) pak našli nový domov v ZOO. Nyní (2016) je jim 20 let a těší se dobrému zdraví.